# Launchy
Launchy — це безкоштовний запускач програм із відкритим кодом для Windows, Mac OS X, FreeBSD та Linux. Він індексує ярлики в меню «Пуск» та файли у папках, щоб забезпечити швидший доступ до програм без відкриття меню «Пуск» чи перегляду папок.

## Використання програми
Launchy автоматично завантажується під запуску системи і чекає, коли користувач викличе його, натискаючи клавіші Alt + Пробіл або спеціальну гарячу клавішу. Потім користувач починає вводити назву програми або файлу, який бажає запустити. Launchy автоматично здійснює пошук у своєму списку програм для найближчої відповідності за введеним запитом. Коли він знайде потрібну програму, користувач натискає Enter і вона автоматично запускається.
Launchy може додавати папки та формати файлів у свій каталог для індексації, тому він може запускати практично все на комп'ютері, включаючи програми, URL-адреси (також із закладок) та документи; а також запускати пошуки Google, Wikipedia, MSN та Yahoo, виводячи результати в браузер за замовчуванням.
Launchy може бути розширеним за допомогою плагінів.

## Платформа
Launchy був спочатку написаний на C # (верс. 0.5), а на C ++ з версії 0.6. Остання версія, 2.0, була повністю переписана за допомогою Qt. Це призвело до несумісності зі старими скінами та плагінами.

## Включені плагіни
До версії 2.0 входять наступні плагіни:

### Controly
- Додає в каталог елементи панелі управління

### Weby
- Дозволяє вебпошук
- Може запускати URL-адреси, також із закладок

### Calcy
- Простий калькулятор

## Плагіни спільноти
- Ampy [Архівовано 10 листопада 2012 у Wayback Machine.] контролює Winamp, iTunes та foobar2000.
- Плагін gCal [Архівовано 21 липня 2011 у Wayback Machine.] публікує події в Календарі Google.
- iTuny [Архівовано 18 лютого 2020 у Wayback Machine.] контролює iTunes.
- Killy [Архівовано 6 травня 2013 у Wayback Machine.] припиняє завдання за іменем.
- Launchy # [Архівовано 21 травня 2018 у Wayback Machine.] дозволяє завантажувати плагіни, написані на мові .NET.
- MathyResurrected [Архівовано 18 лютого 2020 у Wayback Machine.] додає додаткові математичні здатності.
- PuTTY Launchy Plugin [Архівовано 5 серпня 2016 у Wayback Machine.] запускає збережені сесії PuTTY.
- PyLaunchy дозволяє завантажувати плагіни, написані мовою програмування Python.

## Розробка плагінів
Launchy 2 має API C++ для розробки плагінів, які додають нові типи об'єктів у каталог.
Прив'язки, розроблені спільнотою для інших мов програмування, надаються як плагіни:
- PyLaunchy[8] дозволяє розробляти плагіни мови програмування Python .
- Launchy #[9] дозволяє розробляти плагіни в . NET мови .

## Нагороди

### 2007 рік
- SourceForge.Net Нагорода вибіру спільноти, Почесне згадування: Найкращий новий проект[10]
- PC World 15 Найкращих завантажень року: Powertools[4]
- CNet Download.Com Топ-10 завантажень року[1]